# Le monde est à toi
Pour plus de détails, voir Fiche technique et Distribution.
Le monde est à toi est un film français de gangsters réalisé par Romain Gavras, sorti en 2018.
Le film suit François, dealer en banlieue parisienne, qui va changer de vie pour diriger une franchise de distribution au Maghreb. Mais c'est sans compter sur sa mère qui a dépensé l'argent qu'il a mis de côté pour acheter la franchise et doit négocier pour un dangereux caïd avec des trafiquants écossais en Espagne pour la distribution de drogue. Mais la négociation se passe mal et François doit faire venir sa mère pour l'aider. Mais cela lui amènera d'autres problèmes, d'autant que nombreux sont ceux qui veulent le doubler.
Le film est présenté à la Quinzaine des cinéastes au Festival de Cannes 2018.

## Synopsis
En banlieue parisienne, le caïd lunatique Poutine entre par effraction dans un chenil pour récupérer son chien saisi par les autorités. Le lendemain, François, dealer, accompagné de son beau-père Henri qui lui raconte la chanson La vie ne m'apprend rien de Daniel Balavoine, apprend que Poutine est devenu le nouveau caïd depuis l'incarcération de Tarek et va le voir. Celui-ci lui propose de prendre la tête d'une opération de négociation avec des trafiquants écossais en Espagne au nom de Tarek. François refuse, car il veut changer de vie pour diriger une franchise de distribution au Maghreb dont l'entretien a lieu plus tard dans la journée. Accompagné de son avocat Vincent qui l'épaule dans cette transition, François se rend à un rendez-vous pour acheter la licence afin de diriger une franchise de distribution au Maghreb. Le rendez-vous se déroule très bien et François a une semaine pour le paiement. Il a mis la somme de côté chez sa mère Dany et part la récupérer.
Mais Dany passe son temps à voler (avec la complicité de Lamya, ex-petite amie de François). François les retrouve toutes les deux aux galeries Lafayette et se retrouve complice malgré lui à leur larcin. Une fois tous les trois sortis, François découvre que sa mère a dilapidé l'argent que François a mis de côté pour son projet, et celle-ci lui explique qu'il n'est pas fait pour ce projet. Trahi, François décide d'accepter la tâche de Poutine en Espagne mais il doit trouver une fille et 10000€, Poutine lui suggère de demander à sa mère. Il demande à sa mère de l'argent, mais celle-ci lui donne une faible somme. Vexé, il s'en va et organise avec Henri un braquage d'une salle de jeu clandestine où se trouve Dany en se faisant passer pour des flics ripoux. Une fois le braquage réussi, Dany est virée de la table de jeu, tandis que Lamya se joint à François et Henri. François lui parle de son rêve de changer de vie, elle accepte de se joindre à eux pour faire la "fille" (Dany la désignant responsable du braquage) et tous trois partent à Benidorm.
Arrivés à Benidorm, le trio accompagnés de deux hommes à Poutine (les Mohamed) se posent dans l'hôtel en attendant la rencontre avec les trafiquants écossais. Tandis que Henri regarde des vidéos sur les complots des illuminati sur sa tablette numérique, Lamya tente d'arnaquer François en jouant avec les sentiments avant de voler son argent, mais se fait attraper sur le fait. Les trafiquants écossais menés par Bruce arrivent à l'hôtel pour le rendez-vous. Mais ceux-ci contraignent la bande à les payer à l'avance avant d'aller chercher la marchandise, ce qui énerve les Mohamed. François s'exécute en les payant et ceux-ci promettent de revenir une heure plus tard. Mais les écossais ne reviennent pas et envoient un message à François lui demandant de rentrer chez lui. Alors que Poutine s'impatiente et essaie de joindre François, les Mohamed quittent l'hôtel pour aller traquer et agresser les anglais qu'ils croisent sur leur chemin (non sans raconter leurs exploits sur Periscope). François et Lamya font le tour des boites de nuits de Benidorm pour retrouver les écossais. Ils retrouvent les écossais, François essaie de s'expliquer avec Bruce, ce dernier étant au courant que Tarek, emprisonné, est remplacé par Poutine qu'il considère trop dangereux pour lui confier la marchandise. Lamya séduit Bruce en chantant Africa de Toto en karaoké. François tente de s'en prendre à eux pour essayer de récupérer l'argent, mais Bruce prend le dessus et lui dit de rentrer en France avant de partir avec Lamya. Sur conseil de Henri, François demande à sa mère de venir l'aider.
Le lendemain, étant toujours sans nouvelles de François, perquisitionne l'appartement de Dany tout en écoutant le CD Le Cœur grenadine de Laurent Voulzy. Dany arrive et tous trois se rendent à l'appartement des écossais (dont l'adresse est fournie par Lamya) pour kidnapper la jeune fille de Bruce, Brittany, dans le but de l'échanger contre une forte rançon et partent se réfugier chez René, qui est également passeur de migrants. Dany veut s'en prendre à la petite mais François la protège et tous deux sympathisent en comparant les exploits de leurs parents respectives. Brittany lui explique que son téléphone permet de géolocaliser le bateau de Bruce qui transporte les marchandises. Sentant l'étau se resserrer, François réfléchit à un plan. Il retrouve les Mohamed pour aller avec Henri attaquer le bateau (les Mohamed prévoyant de tuer Poutine une fois de retour à Paris, avant que l'un des deux tue l'autre pour devenir le nouveau caïd), appelle Lamya pour garder Brittany durant l'échange, au cours duquel participera sa mère et appelle Vincent pour demander de l'aide, impliquant sa pratique de l'espagnol et des clients à lui, un gang zaïrois qui braque des trafiquants de drogues.
Le lendemain, François, Lamya et Dany se rendent dans le parc aquatique d'Aquasplash, pendant que les Mohamed, Henri et les migrants de René investissent le bateau et récupèrent une partie de la marchandise, avant que Henri, obnubilé par les symboles illuminati qui désignent les différentes destinations des marchandises, met le feu au reste de la marchandise pour "reprendre le contrôle". Pendant ce temps, Dany qui rencontre Bruce pour l'échange sous la surveillance de François demande plus d'argent pour la rançon. François, après avoir donné le signal à son avocat pour dénoncer aux autorités un acte terroriste au parc aquatique, court chercher Brittany auprès de Lamya dans les vestiaires, tout en avouant son amour à cette dernière pour la rassurer et se donnent rendez-vous dehors. François et Brittany se séparent, celle-ci retrouve son père, qui laisse l'argent à Dany qui s'en va. Bruce se fait arrêter pour terrorisme (on retrouve une grenade et une bible dans le sac de sa fille mises par elle et François), tandis que Dany se fait arrêter alors qu'elle tente de rejoindre François, ce dernier ne faisant rien pour l'aider.
De retour à terre, Henri et les migrants se font doubler par les Mohamed et Poutine, ce dernier étant venu récupérer la marchandise et se fait le plaisir d'informer François. Mais ce dernier avait planifié cette trahison et prévient Vincent qu'"ils sont en route", au moment où Lamya le rejoint dans sa voiture et tous deux prennent la route ensemble laissant la suite des évènements se dérouler sans eux.
En effet, au cours de la soirée, la bande de Poutine sur la route du retour en jubilant sur la chanson Le monde ou rien de PNL se fait attaquer à son tour par la bande des Zaïrois qui exécutent Poutine et récupèrent la cargaison, non sans enrôler les Mohamed dans leurs rangs. Les zaïrois remercient François via l'avocat en payant une forte somme pour ses informations, lui permettant d'acheter la franchise pour le Maghreb. Informé, François est soulagé et partage son bonheur avec Lamya avec qui il forme désormais un couple et tous deux partent au Maghreb. Dany se retrouve incarcérée où elle a effacée le visage de Lamya sur les photos avec son fils, tandis qu'Henri a pu s'offrir le camping car de ses rêves et profite de sa retraite. Quant à François, fraichement installé au Maghreb avec Lamya qui l'aide dans ses affaires, cette dernière passe un savon à un fournisseur, tandis qu'il profite de sa nouvelle vie en allant dans sa piscine, avec la chanson La vie ne m'apprend rien de Balavoine en fond sonore.

## Fiche technique
Sauf indication contraire, les informations mentionnées dans cette section peuvent être confirmées par les bases de données cinématographiques IMDb et Allociné,  présentes dans la section « Liens externes ».
- Titre français : Le monde est à toi
- Réalisation : Romain Gavras
- Scénario : Karim Boukercha, Noé Debré, Romain Gavras
- Photographie : André Chemetoff
- Montage : Benjamin Weill
- Musique : SebastiAn, Jamie XX
- Production : Charles-Marie Antonioz, Mourad Belkeddar, Jean Duhamel, Nicolas Lhermite, Vincent Mazel, Hugo Sélignac
- Sociétés de production : Iconoclast, Chi-Fou-Mi Productions, Cactus Flower
- Société de distribution : Studiocanal (France)
- Pays de production :  France
- Langue originale : français
- Genre : thriller, film de gangsters, comédie
- Durée : 94 minutes
- Date de sortie : 
  - France : 15 août 2018

## Distribution
- Karim Leklou : François
- Isabelle Adjani : Dany
- Vincent Cassel : Henri
- Oulaya Amamra : Lamya
- François Damiens : René
- Philippe Katerine : Vincent
- Sam Spruell : Bruce
- Gabby Rose : Britanny
- Mounir Amamra : Mohamed 1
- Mahamadou Sangare : Mohamed 2
- Robert Lyndon Harry : Manchester
- Sofian Khammes : Poutine
- Norbert Ferrer : Monsieur Lhermitte
- Marie Coulonjou : Madame Lhermitte
- Meriem Serbah : l’algérienne copine de Dany
- Audrey Langle : la Gauloise copine de Dany
- Farida Ouchani : la Marocaine copine de Dany
- Jelle Saminnadin : la duchesse copine de Dany
- Boris Gamthety : chef des Zaïrois
- Ousmane Ly : Zaïrois 1
- Ladj Ly : Paoudré
- Alexis Manenti : chauffeur Uber
- Alexandre Gavras : joueur turc
- John Landis, Deborah Nadoolman : un couple dans le restaurant (caméo)

## Production
Le projet est annoncé le 25 avril 2017 par Isabelle Adjani au cours d'un entretien avec le magazine Grazia. L'actrice le définit comme « assez barré, déjanté » et dévoile qu'elle donnera pour l'occasion la réplique à Vincent Cassel et Oulaya Amamra,.
Le tournage commence le 11 mai 2017. Il se déroule d'abord en Espagne à Benidorm, avant de se finir en France.

## Sortie

### Accueil critique
En France, le site Allociné recense une moyenne des critiques presse de 3,7/5.
Les Inrockuptibles dénotent les qualités du réalisateur :  « Gavras, plus drôle, plus relax, et finalement plus assuré que sur son premier film, pioche dans une esthétique banlieusarde moins cinéma des années 2000 que clip contemporain, mais aussi dans la comédie d’action britannique et le Guy Ritchie première époque. Le produit fini est complètement désarticulé, et ce n’est pas la moindre de ses qualités. ».
Les Cahiers du Cinéma par la plume de Cyril Béghin écrivent : « Pas vraiment hilarant... le film s'avère inoffensif derrière son vernis sardonique d'escroquerie généralisée. Beaucoup d'agitation dans ce panier de crabes, et rien de très mordant. »

## Distinctions

### Nominations
- César 2019 :
  - César de la meilleure actrice dans un second rôle pour Isabelle Adjani
  - César du meilleur espoir masculin pour Karim Leklou